# Leonardo Loforte
Leonardo Loforte (ur. 4 grudnia 1956) – mozambicki lekkoatleta, sprinter, uczestnik Letnich Igrzysk Olimpijskich 1984.
Podczas Igrzysk w Los Angeles, wziął udział w rywalizacji biegaczy na 400 metrów. Startując z szóstego toru w ósmym biegu eliminacyjnym, uzyskał wynik 47,07 (rekord życiowy), co dało mu 4. miejsce w jego biegu eliminacyjnym (nie awansował do następnej fazy). W łącznej klasyfikacji zajął 42. miejsce na 80 sklasyfikowanych zawodników).
Wystartował także w sztafecie 4 razy 400 metrów, gdzie sztafeta mozambicka zajęła 20. miejsce (odpadli w eliminacjach).

## Rekordy życiowe
| Dystans            | Wynik (s) | Miejsce                        | Data            |
| ------------------ | --------- | ------------------------------ | --------------- |
| bieg na 400 metrów | 47,07     | Los Angeles, Stany Zjednoczone | 4 sierpnia 1984 |